# 赫拉德·特博赫
赫拉德·特博赫（荷蘭語： [ˈɣeːrɑrt tɛr ˈbɔr(ə)x]，亦作、；1617年12月—1681年12月8日），荷兰黄金时代画家，主要创作风俗画。他影响了荷兰同行加布里埃爾·梅曲、赫里特·道、埃赫隆·范德内尔和扬·弗美尔，不过其在绘画方面的影响力后来被弗美尔超越。

## 画作

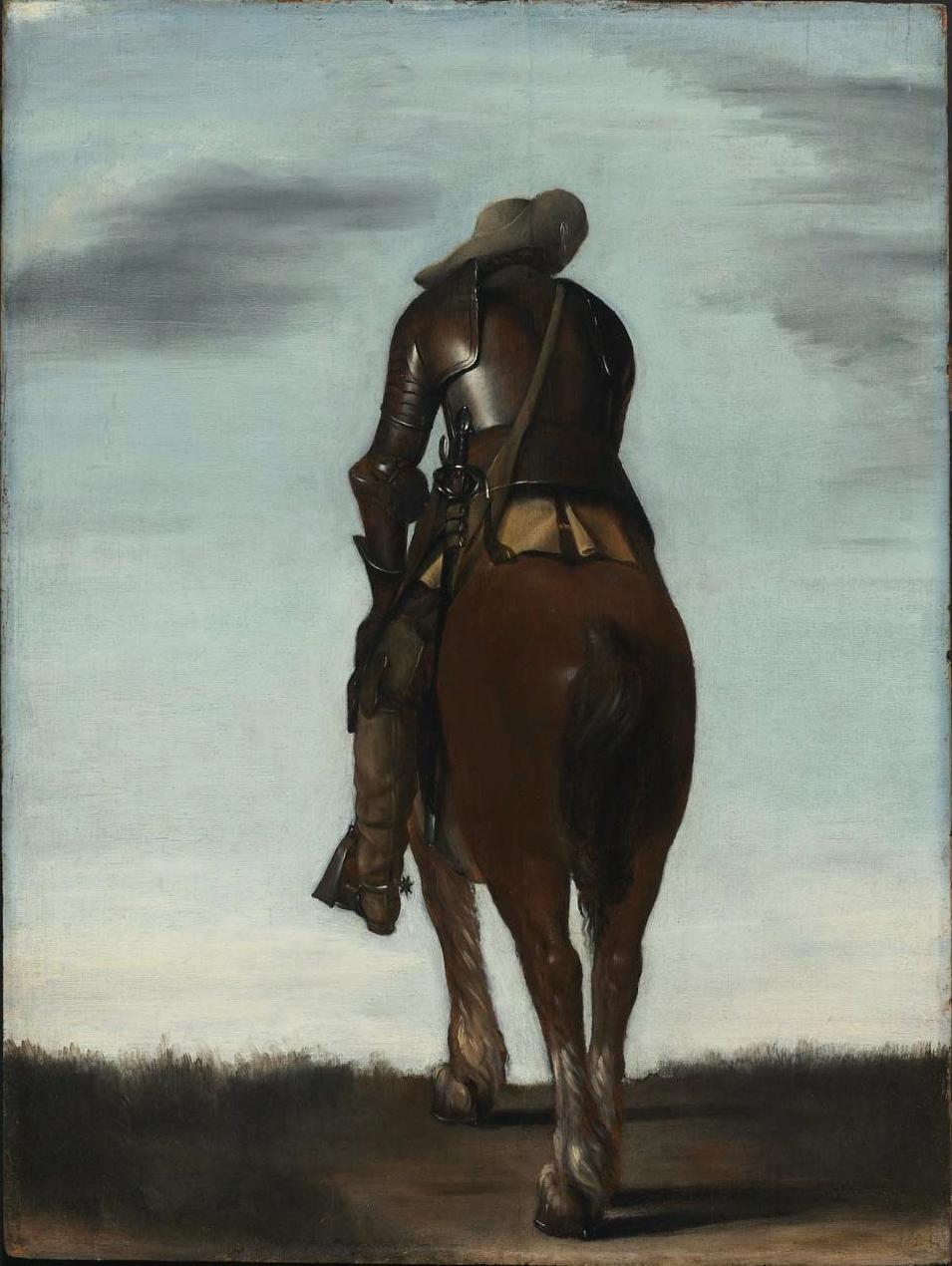
《马背上的男人（英语：Man on Horseback (ter Borch)）》，1634年
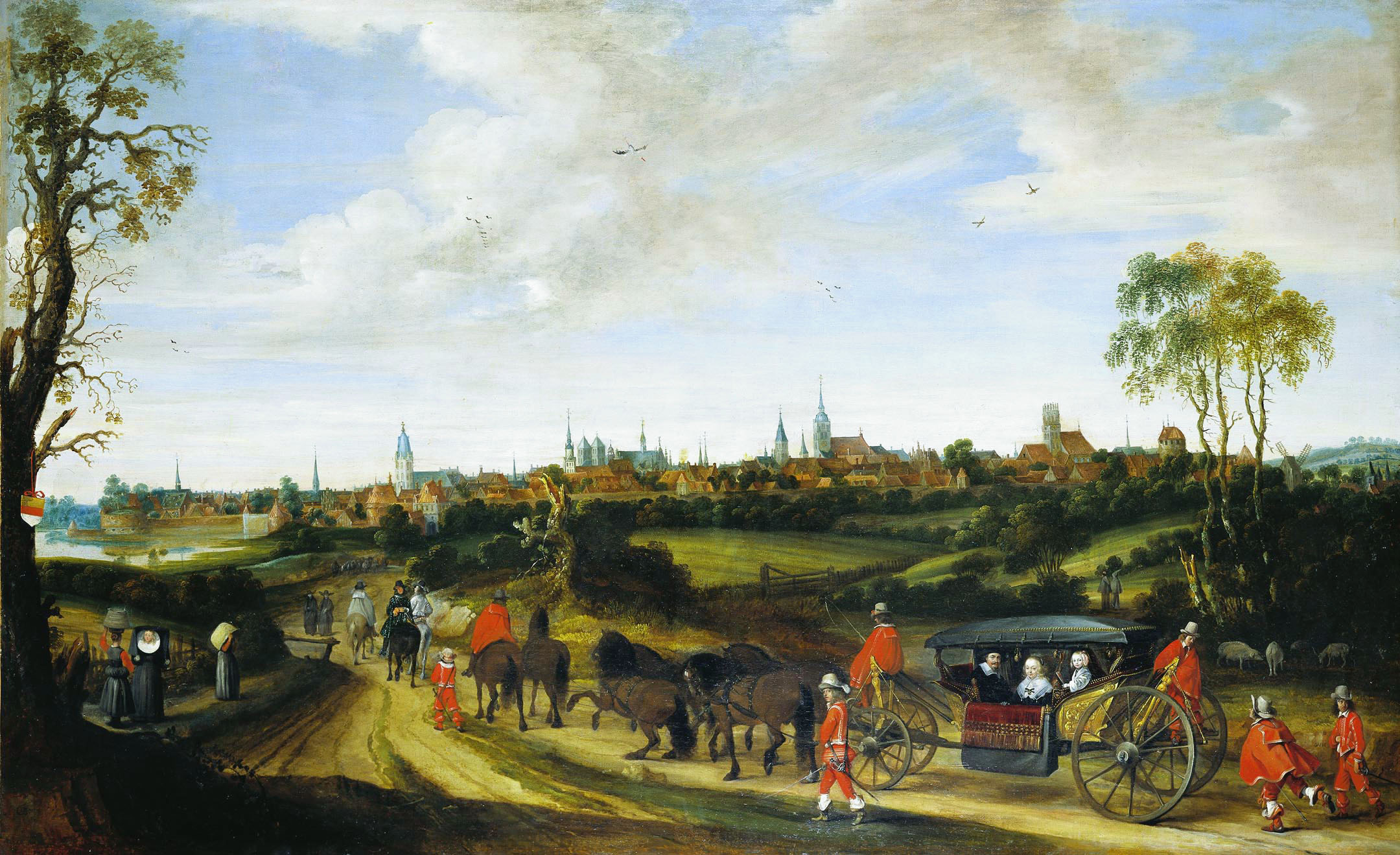
《阿德里安·保抵达明斯特》，1646年
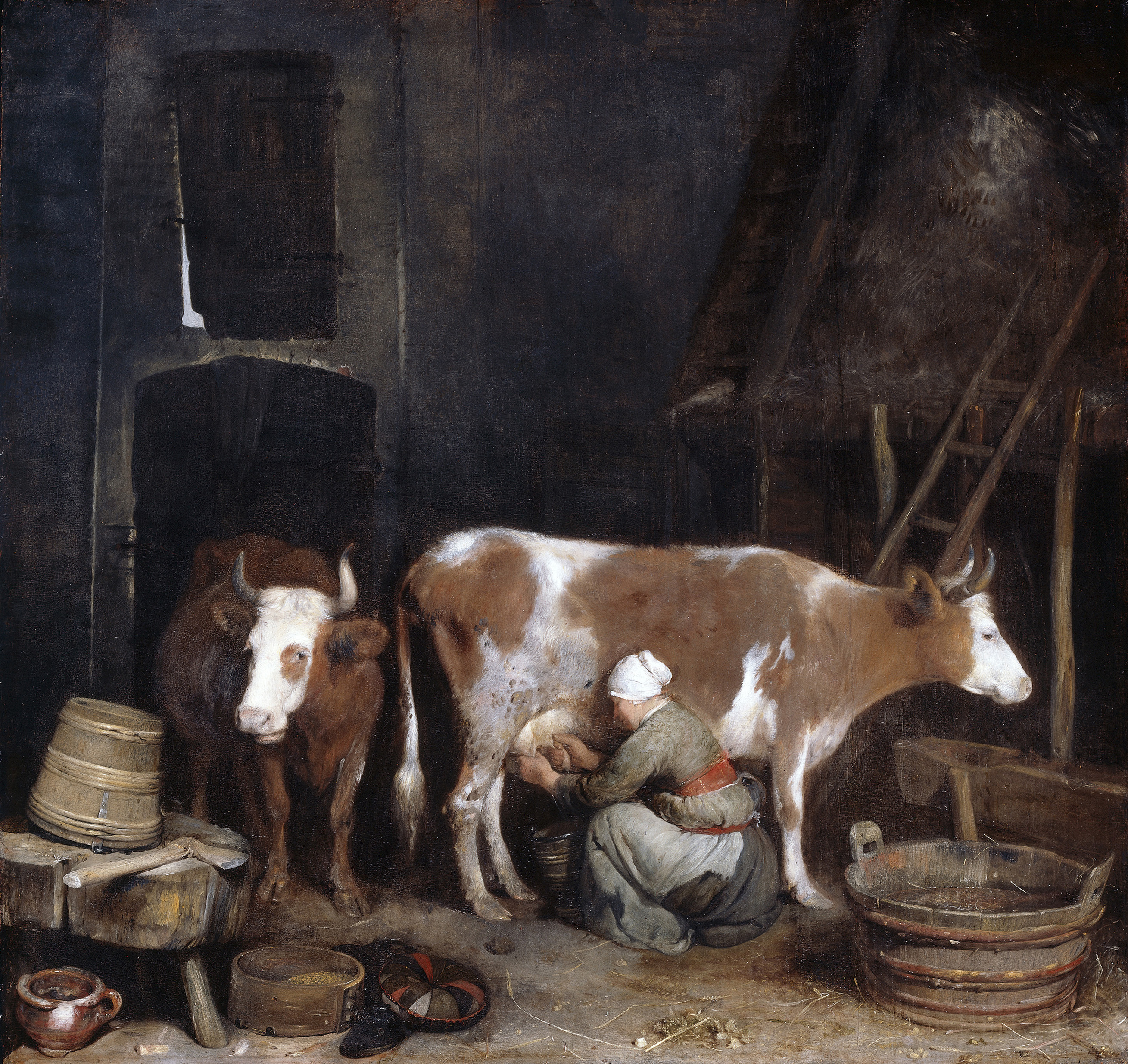
《谷仓里挤牛奶的女仆》，约1652–54年
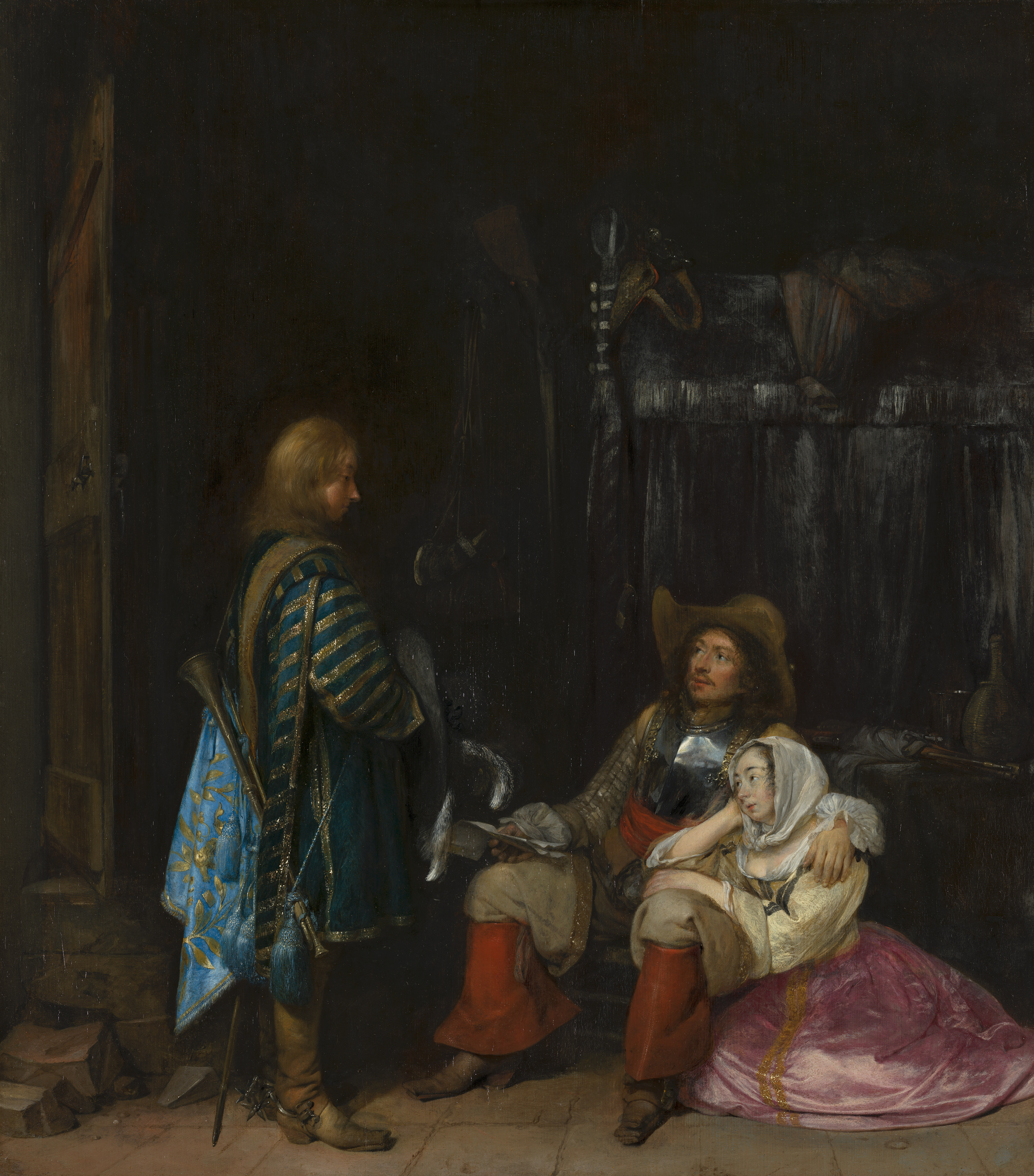
《信使》（又名《不受欢迎的消息》），1653年
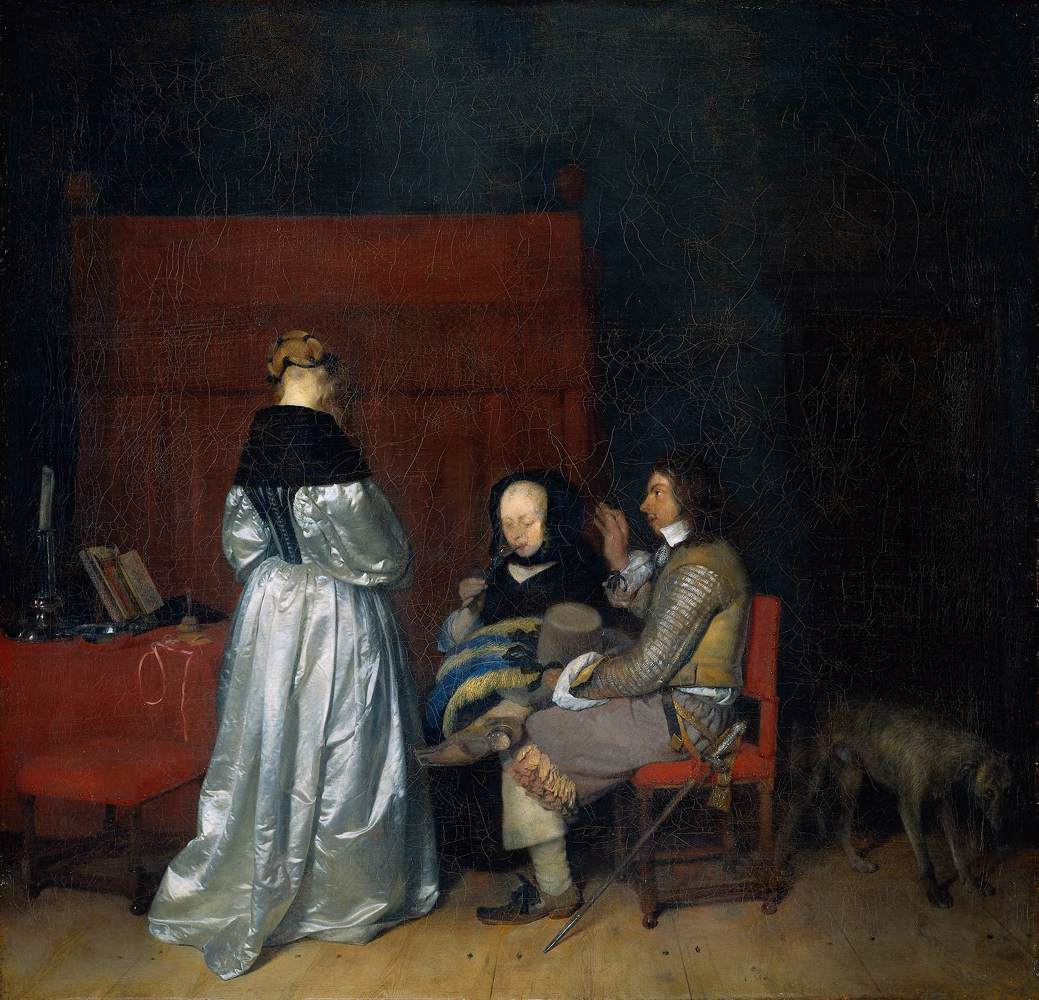
《勇敢的谈话（英语：The Gallant Conversation）》（又名《父亲的警告》），约1654年
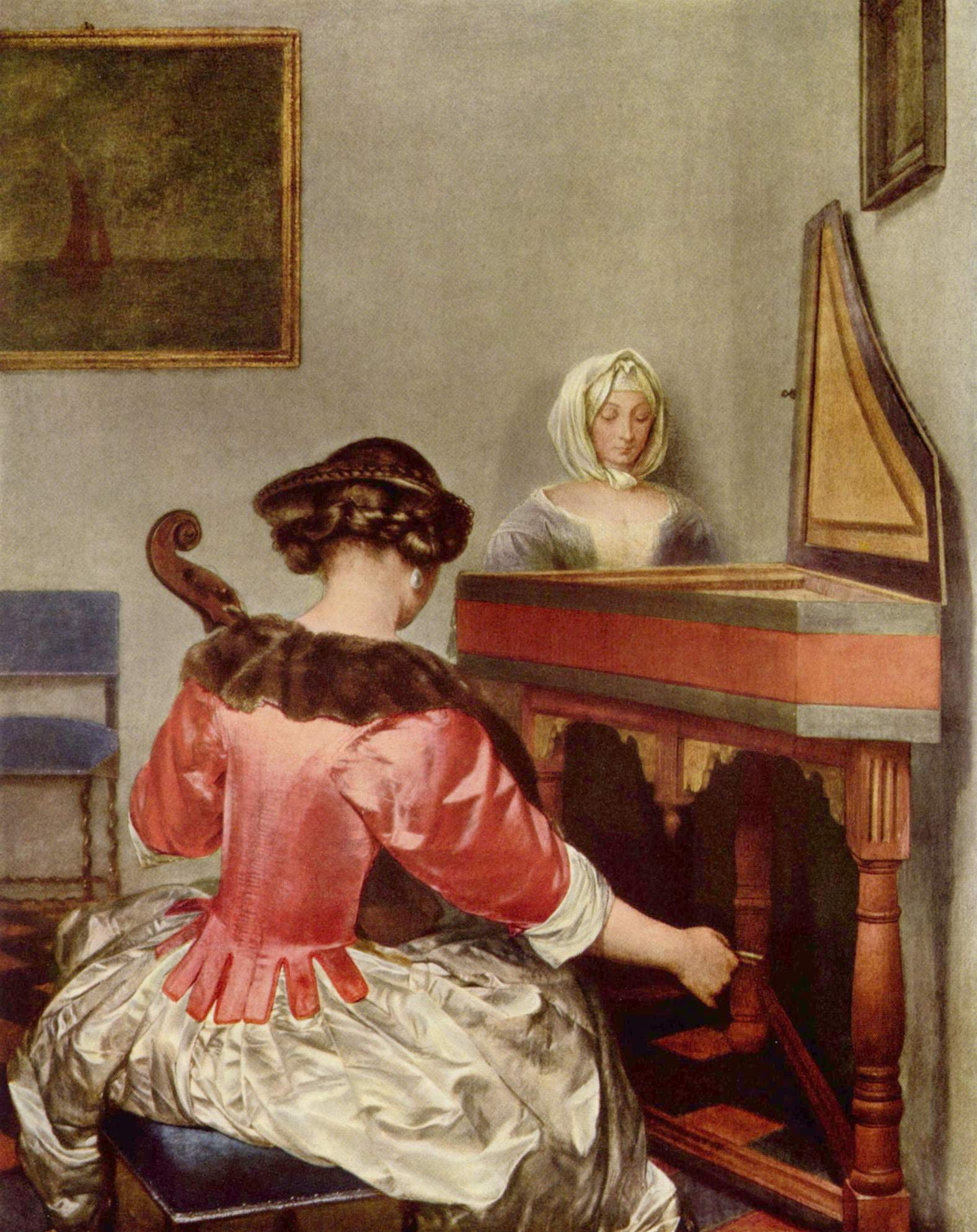
《音乐会》，1655年
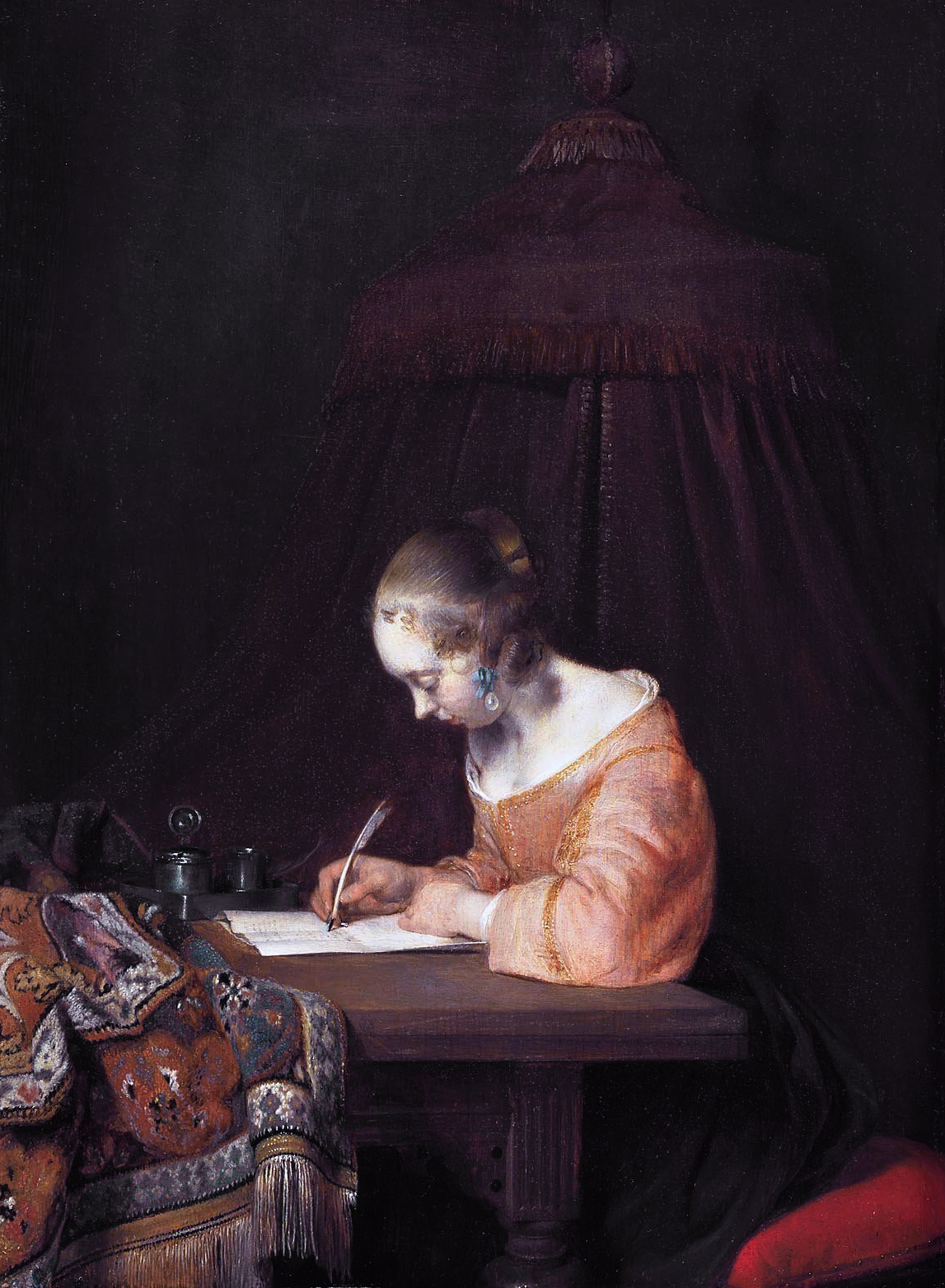
《写信的女人》，约1655年
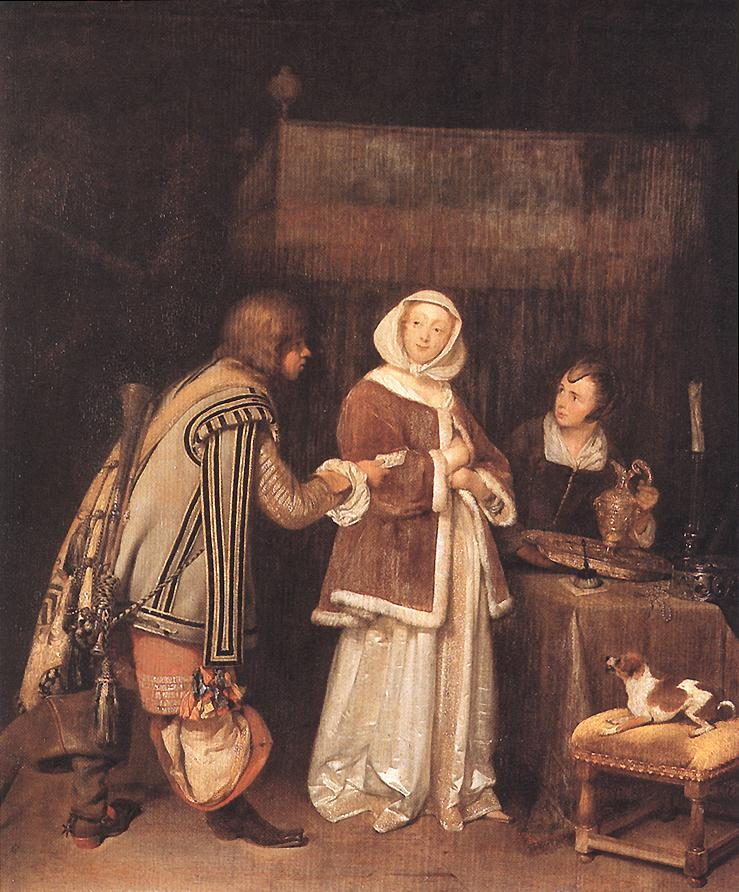
《信函》，约1655年
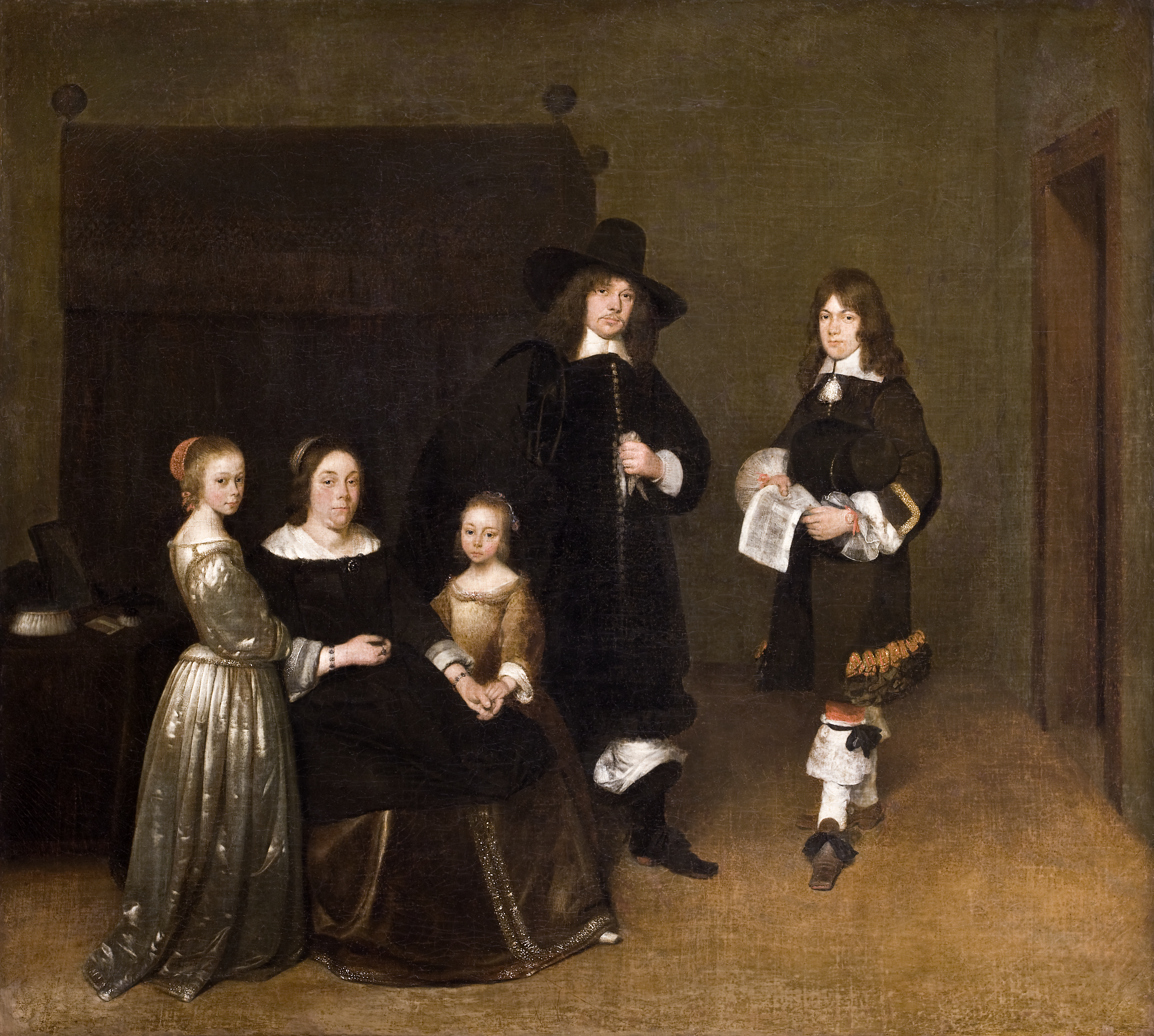
《家庭肖像》，1656年后
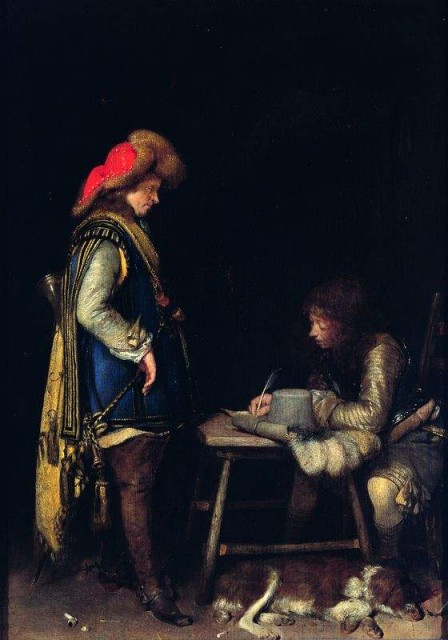
《军官口述一封信》，约1657-58年
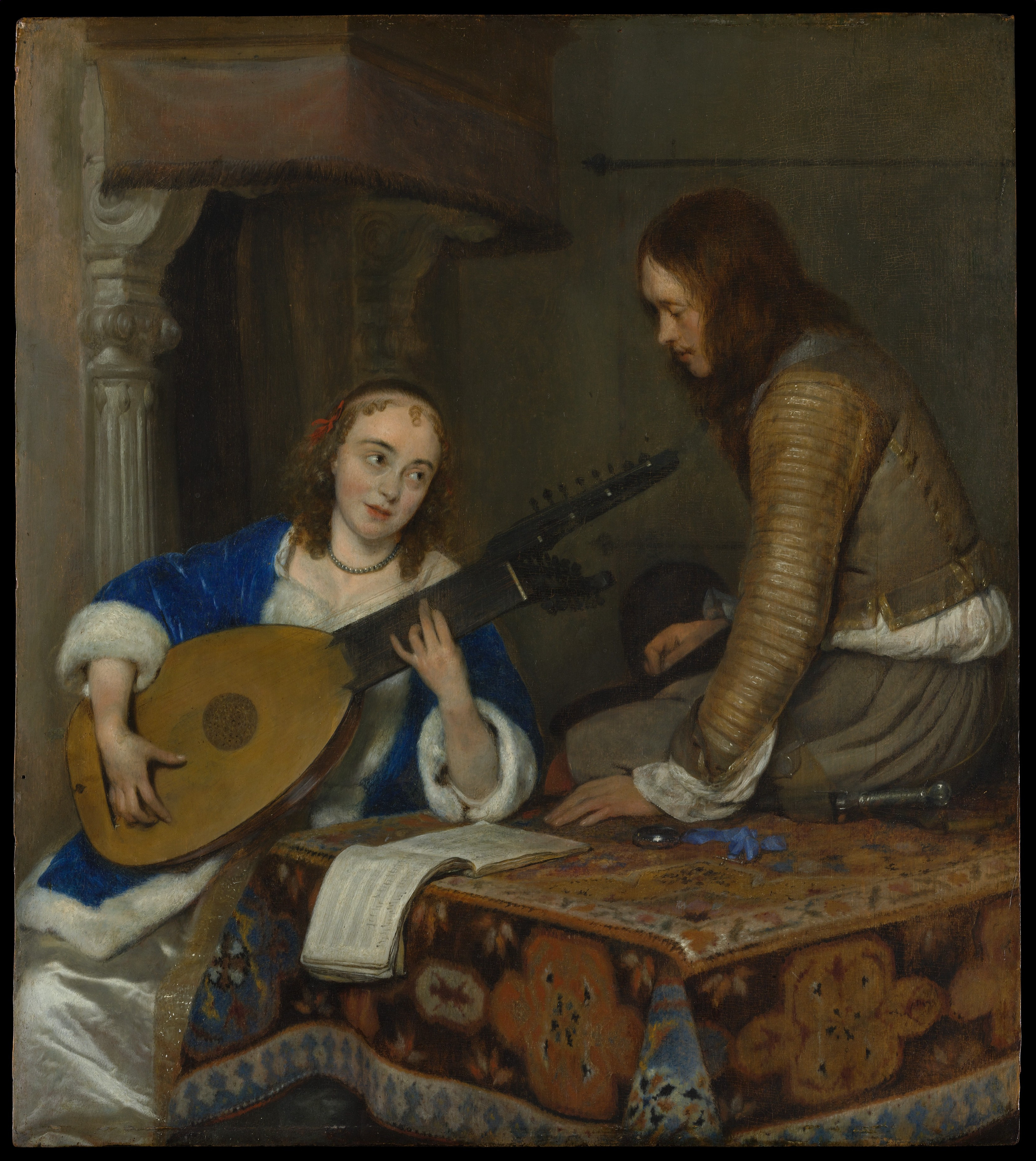
《弹奏西奥伯鲁特琴的女人与骑士（英语：A Woman Playing the Theorbo-Lute and a Cavalier）》，约1658年，今藏于纽约大都會藝術博物館
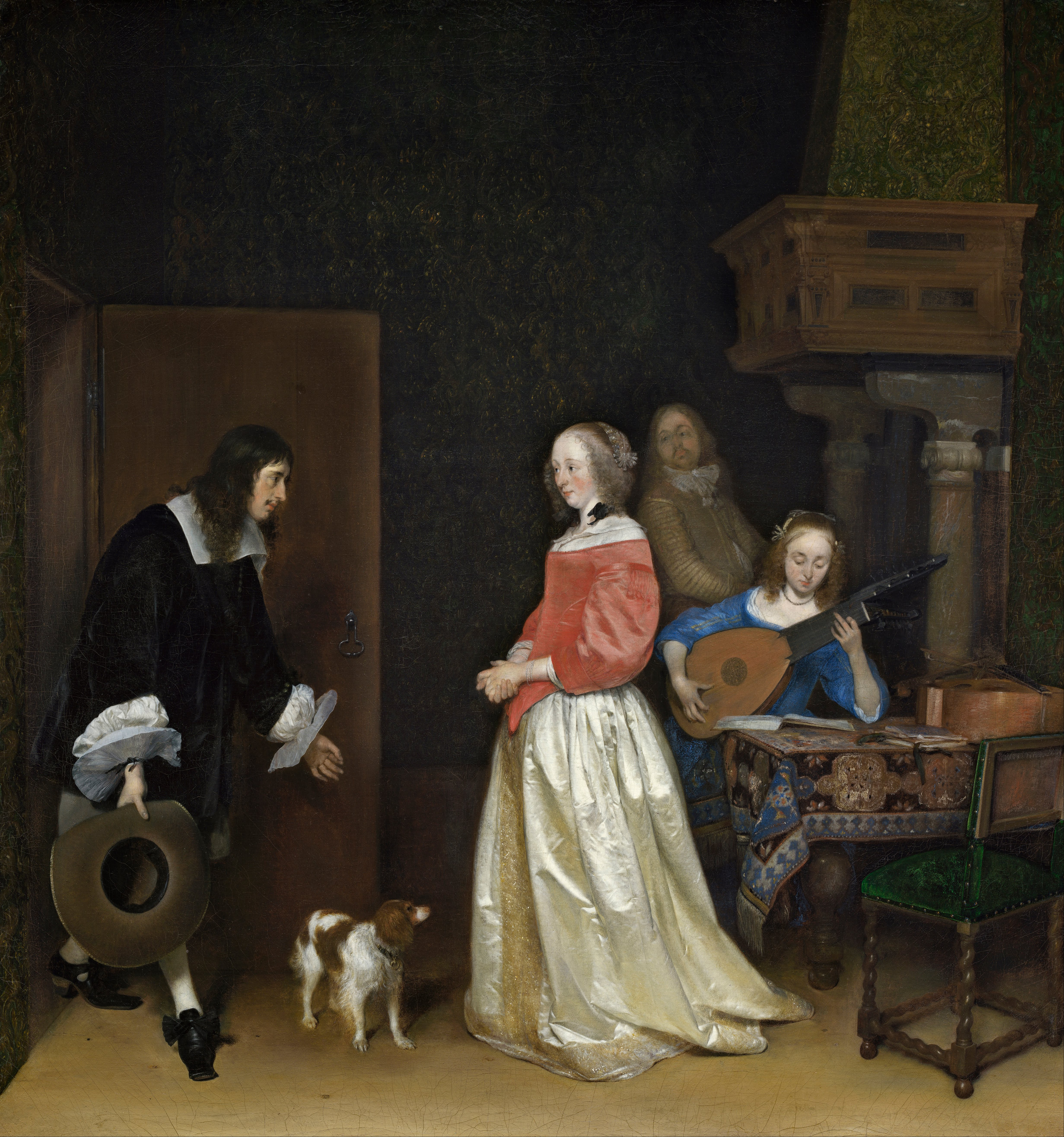
求婚者的来访，约1658年
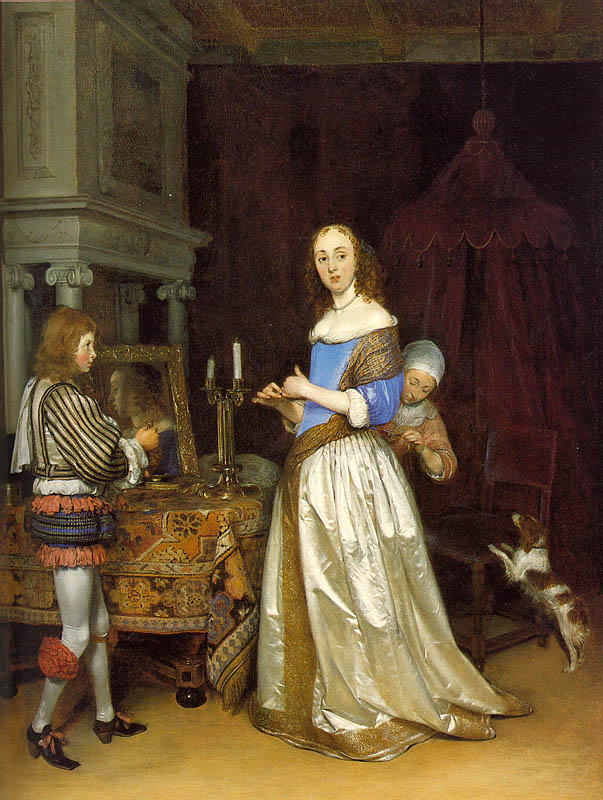
盥洗室里的女士，1660年
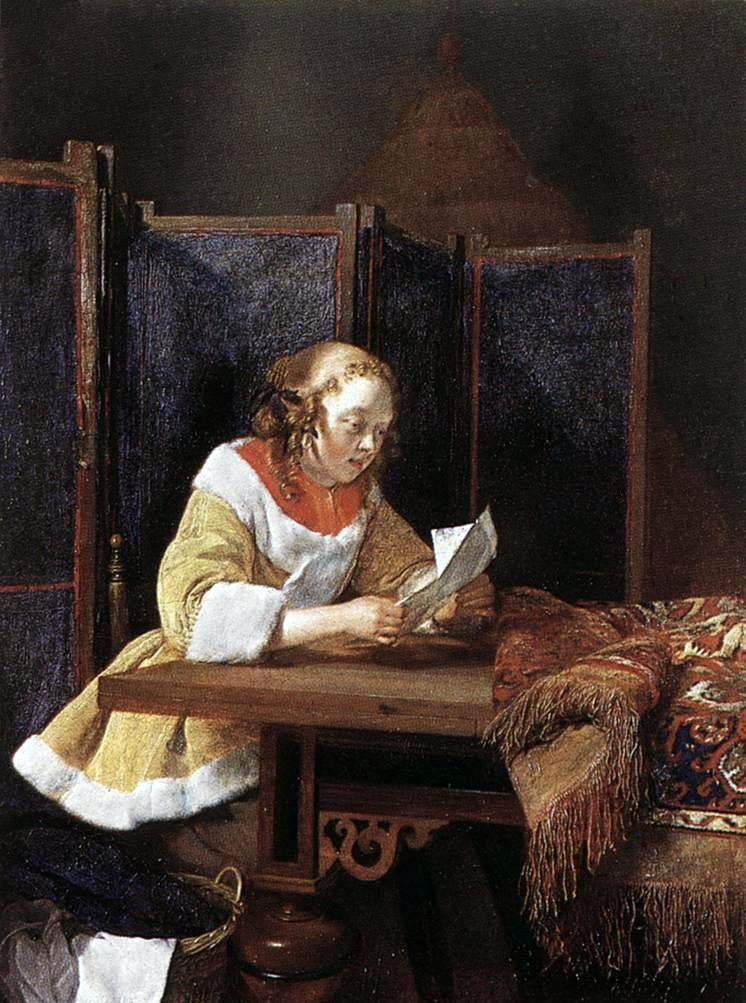
读信的女士，1662年
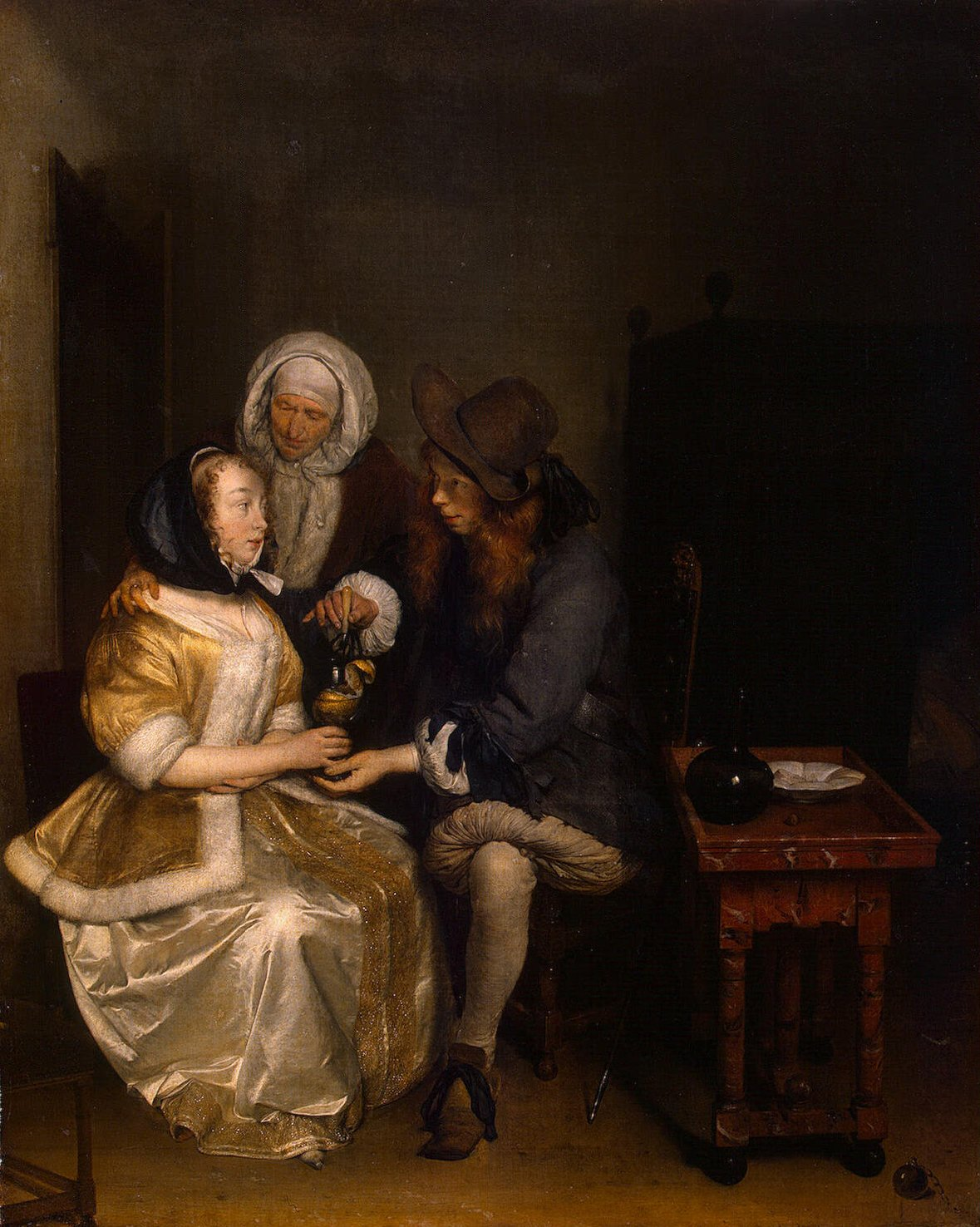
《一杯柠檬水（英语：Glass of Lemonade）》，约1664年
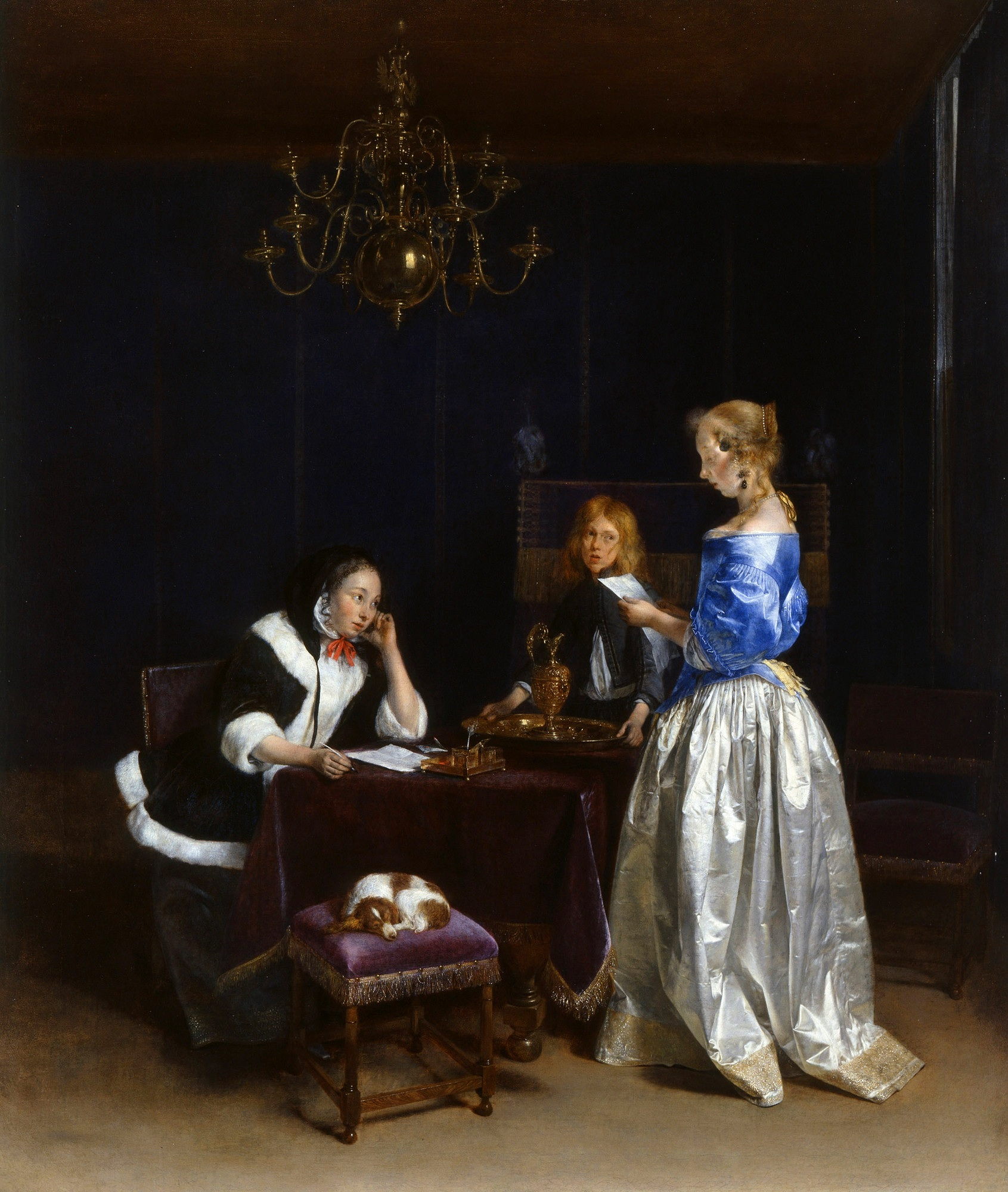
《信函（英语：The Letter (ter Borch)）》，约1660–65年
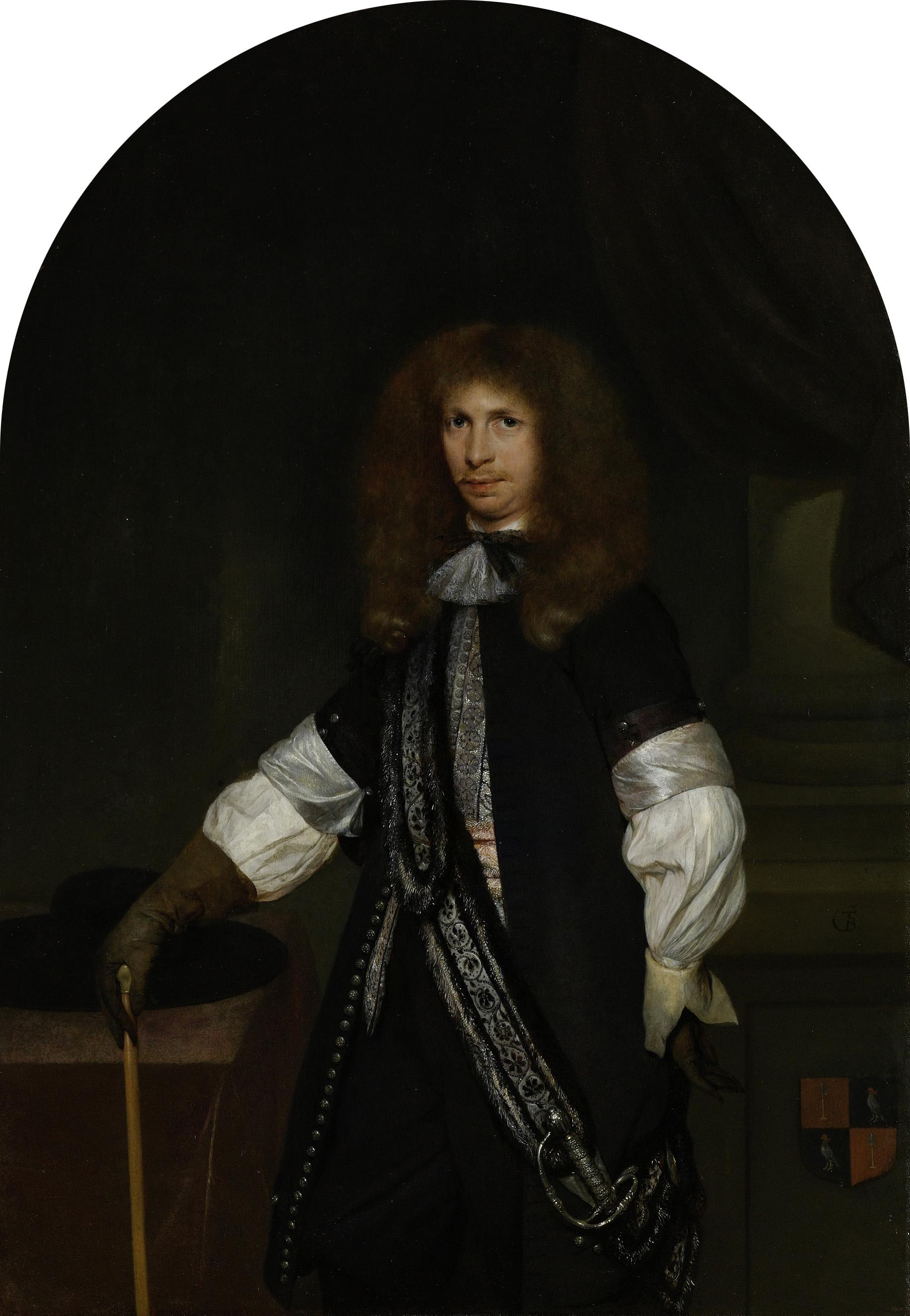
《皮尔默兰（英语：Purmerland）和伊尔彭丹（英语：Ilpendam）领主雅各布·德赫拉夫（英语：Jacob de Graeff）肖像》，1670-81年
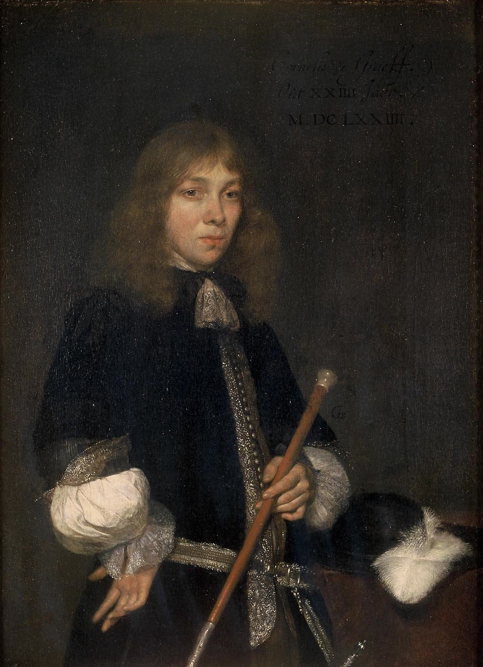
《科内利斯·德赫拉夫（荷兰语：Cornelis de Graeff (1650年—1678年)）肖像》，1673年